# Trimeresurus macrops
Espèce
Synonymes
- Cryptelytrops macrops (Kramer, 1977)

Trimeresurus macrops est une espèce de serpents de la famille des Viperidae. 

## Habitat et répartition
La vipère verte trimeresurus macrops vit dans les forêts tropicales, dans les broussailles, les plaines, les zones agricoles et les jardins. 
Cette espèce se rencontre en Thaïlande, dans le nord du Cambodge et au Laos.

## Description
Le trimeresurus macrops est un serpent venimeux arboricole nocturne, chassant aussi sur le sol, de couleur vert vif et au bout de la queue brun. Il mesure environ 60 cm.
Ce serpent, comme les vipères en Europe, utilise son venin principalement pour tuer ses proies, de préférence des oiseaux et des grenouilles ; mais il peut aussi l'utiliser pour se défendre, parfois contre l'homme chez qui une morsure peut être dangereuse : douleur insoutenable mais non constante et qui décroît rapidement (fort heureusement, cette morsure n'est mortelle que dans de très rares cas).

## Reproduction
Ce crotale (cette vipère) se reproduit à la fin de la mousson, au mois de septembre ou octobre.

## Publication originale
- Kramer, 1977 : Zur Schlangenfauna Nepals. Revue Suisse de Zoologie, vol. 84, no 3, p. 721-761 (texte intégral).